# ジミー・リース
ジェームズ・ハーマン・リース（James Herman Reese, 1901年10月1日 - 1994年7月13日）は、アメリカ合衆国ニューヨーク州ニューヨーク出身のプロ野球選手（内野手）、野球指導者。右投左打。

## 経歴
1917年に15歳でパシフィックコーストリーグ所属のロサンゼルス・エンゼルスのバットボーイとなり、1920年には同球団の二塁手となった。
その後、メジャーリーガーとなって1930年から2年間はニューヨーク・ヤンキースでプレーしたが、この時はベーブ・ルースとルームメイトだった。1932年にはセントルイス・カージナルスへ移籍し、この年が最後のメジャー出場となった。その後は西海岸へ戻り、マイナーでプレーを続けた。
引退後はボストン・ブレーブスのスカウトやマイナー各球団でコーチを歴任した。71歳だった1972年、ノックの腕前を買われてカリフォルニア・エンゼルス守備コーチに就任。以後終生エンゼルスのコーチとして過ごした。1989年にエンゼル・スタジアムで行われたオールスターでは始球式を務め、1992年にサンディエゴのジャック・マーフィー・スタジアムでのオールスターでもアメリカンリーグの名誉主将に任命された。

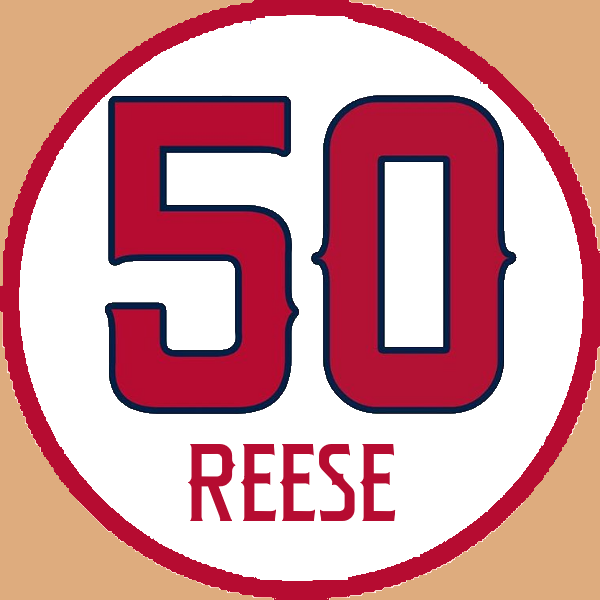
リースのエンゼルス在籍時の背番号「50」。
カリフォルニア・エンゼルスの永久欠番に1995年指定。

コーチとして在籍中の1994年7月13日、92歳で死去。死去当時メジャーリーグ全チームにおいてユニフォームを着たコーチングスタッフとして最年長だった。死の翌1995年8月、エンゼルスは23年間コーチとして支えたリースの功績を称えて在籍時の背番号『50』を永久欠番に指定した。

## 詳細情報

### 背番号
- 25 （1930年）
- 26 （1931年）
- 9 （1932年）
- 23 （1972年 - 1973年）
- 50 （1974年 - 1994年）